# Estadio Lucio Fariña Fernández
Le Estadio Lucio Fariña Fernández est un stade chilien se trouvant à Quillota.
Construit en 1940, il a une capacité de 7 703 places lors de sa construction, puis de 10 000 places par la suite. Le club résident est le San Luis de Quillota, qui se trouve en Division 1 chilienne.  